# Machelen, Östflandern
Machelen är en ort i Belgien.   Den ligger i provinsen Östflandern och regionen Flandern, i den västra delen av landet, 60 km väster om huvudstaden Bryssel. Machelen ligger 9 meter över havet och antalet invånare är 4 113.
Terrängen runt Machelen är platt. Runt Machelen är det ganska tätbefolkat, med 248 invånare per kvadratkilometer.. Närmaste större samhälle är Gent, 18,7 km nordost om Machelen. 
Runt Machelen är det i huvudsak tätbebyggt.